# Sylfiden (film)
Sylfiden, známý také pod názvem La Sylphide, je dánský němý film z roku 1903. Režisérem je Peter Elfelt (1866–1931). Film trvá necelou minutu.

## Děj
Film zachycuje sólovou tanečnici Ellen Price (1878–1968), jak tančí balet Sylfiden (1836) od Augusta Bournonvilla (1805–1879).